# 克拉维尔 (芒什省)
克拉维尔（法語：Crasville，法語發音：[kʁavil]）是法国芒什省的一个市镇，属于瑟堡区。

## 地理
克拉维尔（49°33'7"N, 1°20'21"W）面积7.18 平方千米，位于法国诺曼底大区芒什省，该省份为法国西北部沿海省份，西、北、东北三面环大西洋，东起顺时针与卡爾瓦多斯省、奧恩省、马耶讷省和伊勒-维莱讷省接壤。
与克拉维尔接壤的市镇（或旧市镇、城区）包括：奥默维尔莱斯特尔、奥克特维尔-拉沃内勒。

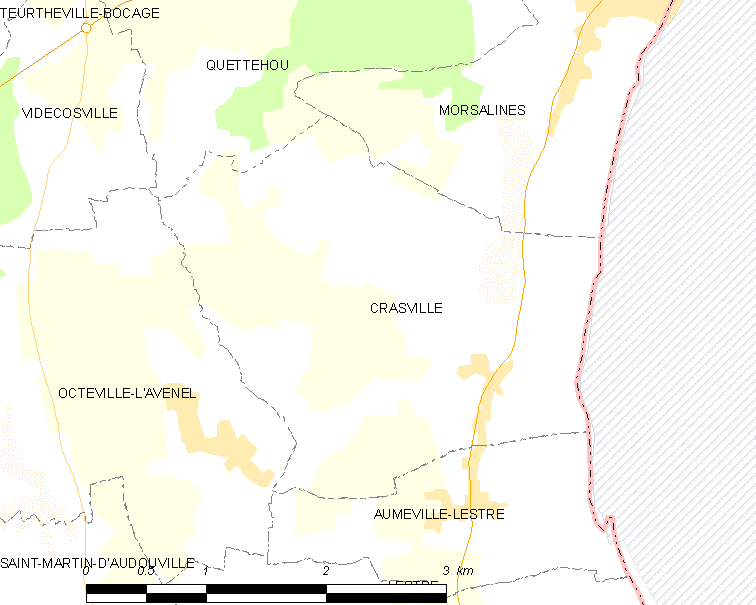
的OSM定位图

克拉维尔的时区为UTC+01:00、UTC+02:00（夏令时）。

## 行政
克拉维尔的邮政编码为50630，INSEE市镇编码为50150。

## 政治
克拉维尔所属的省级选区为赛尔河谷县。

## 人口

1962-2008年间人口变化图示

克拉维尔于2022年1月1日时的人口数量为223人。